# Nagrada Valz
Nagrada Valz (Prix Valz) bila je nagrada koju je dodjeljivala Francuska akademija znanosti, od 1877. sve do 1970., za zalaganja i otkrića na području astronomije.

## Popis dobitnika
- 1877. -  Paul Henry i Prosper Henry (zajednička nagrada) - za otkrića planetoida.[3][1]
- 1878. -  Julius Schmidt – za iznimne doprinose na području selenografije.[3][4]
- 1879. -  Étienne Trouvelot - za iznimna otkrića na Saturnu, Jupiteru i Marsu.[3][5]
- 1880. - Wilhelm Tempel - za otkriće dvadeset kometa.[6][3]
- 1881. -  David Gill - za rad na determinaciji paralaksa na Suncu.[3][6][7]
- 1882. -  William Huggins - za fotografije koje su pripomogle otkrivanju i proučavanju spektra svjetlosti nebeskih tijela.[3][6]